# Alceo Toni
Alceo Toni (Lugo, 22 maggio 1884 – Milano, 4 dicembre 1969) è stato un compositore e musicologo italiano.

## Biografia
Nacque da Angelo e Maria Montanari, fu il secondo di cinque figli. Studiò al Liceo musicale di Bologna con Luigi Torchi e Marco Enrico Bossi. A soli 24 anni fu nominato direttore del Liceo musicale di Rovereto (1908-1910).
Nel 1908 si sposò con Margherita Rossi (1888-1975); la coppia non ebbe figli. Uno dei testimoni di nozze fu Fausto Balbo, fratello di Italo Balbo. Nel 1911 lavorava già a Milano come direttore d'orchestra. Nel decennio precedente la prima guerra mondiale i suoi articoli apparvero sulla «Rivista Musicale Italiana» e sul periodico «La Romagna. Rivista mensile di storia e di lettere». La sua più lunga collaborazione fu quella al quotidiano «Il Popolo d'Italia» come critico musicale (1922-43).
Contrario alle tendenze progressiste, fu tra i promotori del manifesto contro Gian Francesco Malipiero e Alfredo Casella (1932). Si schierò col movimento futurista, per la cui rivista scrisse nel 1933 "Aeromusica: la musica e il volo". Scrisse numerosi articoli su «Ricordiana», la rivista musicale di Casa Ricordi. Fu membro del comitato direttivo del Sindacato nazionale fascista dei musicisti. Fu presidente del Conservatorio di Milano dal 1936 al 1940.
Nel secondo dopoguerra fu critico musicale per il quotidiano «La Notte».
Si occupò dell'edizione di opere di artisti del passato: Corelli (di cui trascrisse le sonate per violino), Locatelli, Monteverdi (di cui trascrisse le opere teatrali), Pergolesi, Scarlatti, Vivaldi e Zipoli.

## Opere

### Composizioni
- Su un cavallin di legno, opera, 1914
- Canti d'amore, liriche per canto e pianoforte sutestidi Ada Negri, 1928
- Liriche infantili, per canto e pianoforte, 1929
- I fantocci ribelli, azione coreografica, 1933
- Salmi, cantiche religiose e una messa funebre
- Il cavaliere romantico, poema in forma d'ouverture per grande orchestra, 1932
- Introduzione e Saltarello, 1937
- Quintetto elegiaco, per pianoforte e archi, 1937
- La figlia di Jorio, 1938, musiche di scena per l'omonima tragedia di Gabriele D'Annunzio

### Scritti
- Michel angelo Rossi[4], Società Anonima Notari (1920)
- Studi critici d’interpretazione, Bottega di Poesia, Milano (1925) (riedito da Ricordi nel 1955)
- Strappate e violinate, Milano, Alpes 1931
- Antonio Bazzini: la vita, il violinista, il didatta e il compositore[5], Milano, Editrice Athena, 1946
- Vittorio Maria Vanzo: la vita, le affermazioni artistiche, Milano, Editrice Athena, 1946
- Stile, tradizione e convenzioni del melodramma italiano (scritto con Tullio Serafin), Milano, Ricordi, 1958–1964.[6]